# Вольфганг фон Булліон
Граф Вольфганг фон Булліон (нім. Wolfgang Graf von Bullion; 9 квітня 1918, Штутгарт — 4 лютого 1943) — німецький офіцер, оберлейтенант вермахту. Кавалер Німецького хреста в золоті.

## Нагороди
- Залізний хрест 2-го і 1-го класу
- Штурмовий піхотний знак в сріблі
- Нагрудний знак «За поранення» в чорному
- Німецький хрест в золоті (28 листопада 1942) — як офіцер 3-ї роти 1-го батальйону 144-го гірського полку 3-ї гірської дивізії.
- Почесна застібка на орденську стрічку для Сухопутних військ (17 березня 1943, посмертно)